# أوقست هينريتش ليمان
أوقست هينريتش ليمان (بالإنجليزية: August Heinrich Lehmann)‏ هو صاحب مطعم وشخصية أعمال وسياسي أمريكي، ولد في 29 مايو 1842. انتخب عضو جمعية ولاية ويسكونسن.